# アトランティックシティ
アトランティックシティ（Atlantic City）は、アメリカ合衆国ニュージャージー州のアトランティック郡にある都市。アメリカ東海岸最大規模のカジノがある観光都市である。ジャージー海岸の沖合に形成された砂の島（バリアー島）であるAbsecon Island上に位置するリゾート・コミュニティーである。この島の他の町にはVentnor City、Margate City、及びロングポートがある。

## 人口動勢
2000年現在の国勢調査で、この都市は人口40,517人、15,848世帯、及び8,700家族が暮らしている。人口密度は1,378.3/km2 (3,569.8/mi2) である。687.8/km2 (1,781.4/mi2) の平均的な密度に20,219軒の住宅が建っている。この都市の人種的な構成は白人26.68%、アフリカン・アメリカン44.16%、先住民0.48%、アジア10.40%、太平洋諸島系0.06%、その他の人種13.76%、及び混血4.47%である。ここの人口の24.95%はヒスパニックまたはラテン系である。
この都市内の住民は25.7%が18歳未満の未成年、18歳以上24歳以下が8.9%、25歳以上44歳以下が31.0%、45歳以上64歳以下が20.2%、及び65歳以上が14.2%にわたっている。中央値年齢は35歳である。女性100人ごとに対して男性は96.1人である。18歳以上の女性100人ごとに対して男性は93.2人である。
この都市内の世帯ごとの平均的な収入は26,969米ドルであり、家族ごとの平均的な収入は31,997米ドルである。男性は25,471米ドルに対して女性は23,863米ドルの平均的な収入がある。この郡の一人当たりの収入 (per capita income) は15,402米ドルである。人口の23.6%及び家族の19.1%は貧困線以下である。全人口のうち18歳未満の29.1%及び65歳以上の18.9%は貧困線以下の生活を送っている。

## 行政
歴代市長
アトランティックシティ市長を参照。

## 経済

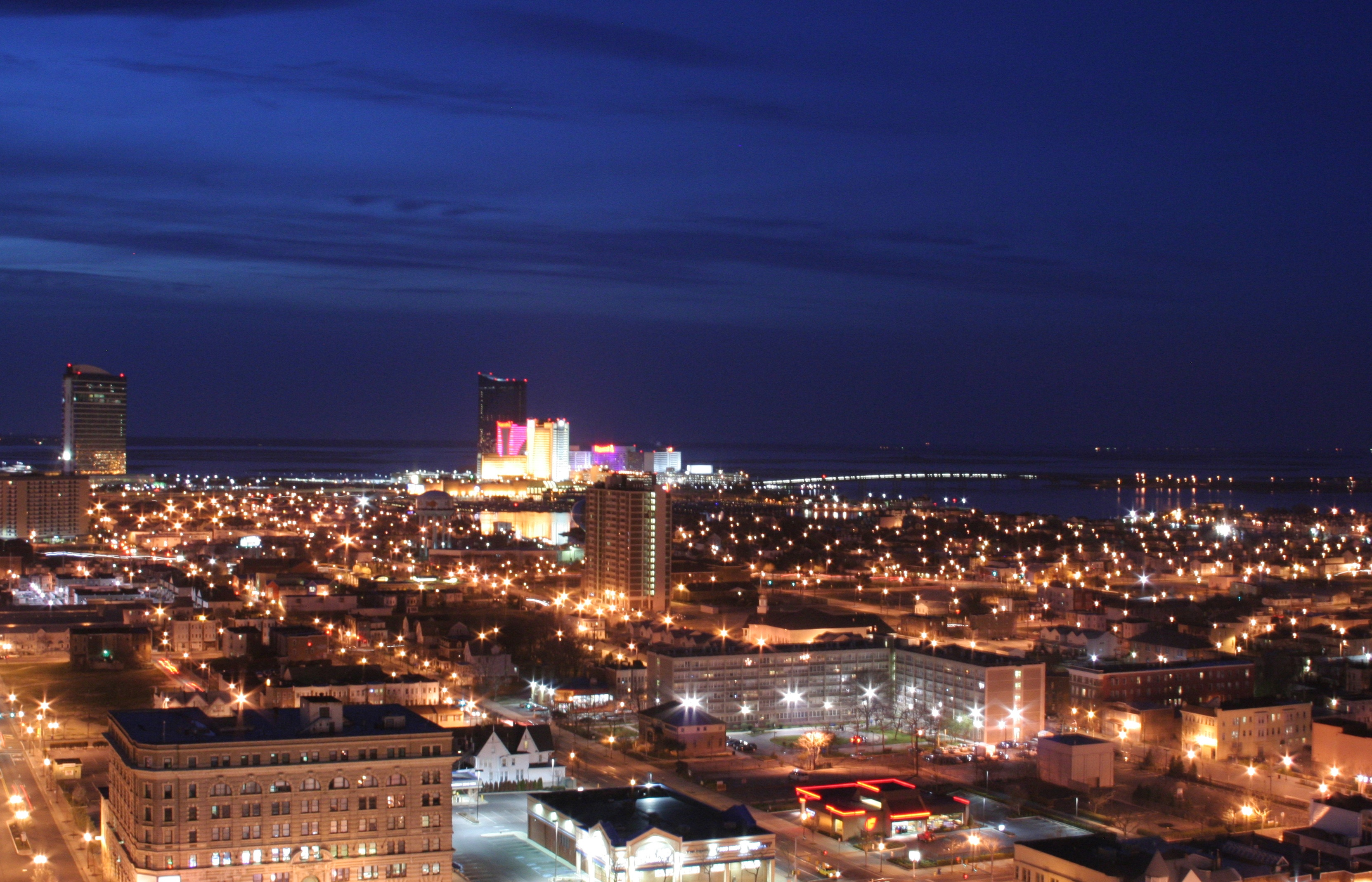
アトランティックシティ夜景

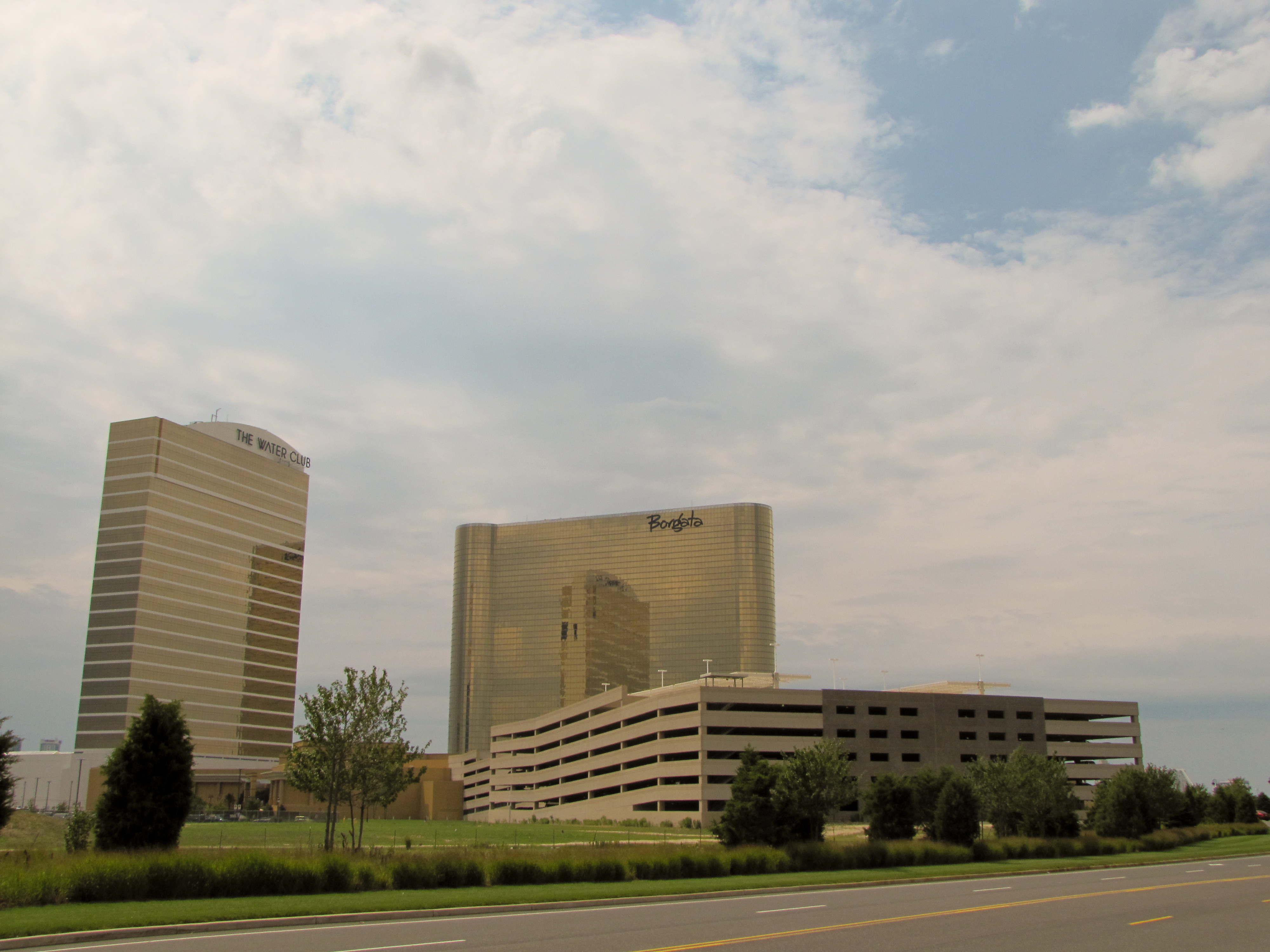
アトランティックシティ最大のカジノであるボルガータ

ニューヨークやフィラデルフィアといった大都市に近接するという地の利を活かし、古くから海岸のリゾート地として栄えた。しかし、同時に貧困や犯罪といった都市問題も多く抱えるようになった。こうした問題を受け、市の再開発の一環として1976年にはギャンブルを合法化、現在では同国ネバダ州ラスベガスと並び、カジノが多く存在する都市である。また子供連れ向けのファミリーレストランをつくったり、街の美化に力を入れたりもし、ラスベガス同様、家族向けのリゾート地を目指している。
同市は、アメリカ合衆国内やカナダなど世界各国の企業を多く有する商業都市でもある。また、同市は文化においても重要な都市であり、フランス・カナダで製作された犯罪映画『アトランティック・シティ』などの撮影現場にもなっている。1921年から毎年ミス・アメリカ決勝の開催地も同市である。

## その他
ボードゲーム・モノポリーのオリジナルエディションは一部(マービンガーデンなど)を除き、アトランティックシティに実在する通りや名所（ボードウォークなど）をモデルとしている。
しかし、オリジナルと現在では地名が違うものや存在していないものがある。ライトパープルのセントチャールズプレースはホテルの開発により通りの名前が消えており、レッドのイリノイ通りは1980年代にマーティン・ルーサー・キング・ジュニア大通りと名前が改められている。
また、鉄道会社のうち、ショートライン鉄道は1907年から1948年までニュージャージー州で路面電車を運行していたアトランティックシティ・アンド・ショア鉄道を元にしたとされる。なお、現在アトランティックシティに乗り入れている鉄道会社は統廃合を経てニュージャージー・トランジット1社のみである。
ボードに「電力会社」「水道会社」として登場する公共会社は、現在はアトランティックシティ電力(Atlantic City Electric)、アトランティックシティ市営公益局(Atlantic City Municipal Utilities Authority)として存在している。